# Ophiomyia eleutherensis
Ophiomyia eleutherensis är en tvåvingeart som beskrevs av Spencer 1973. Ophiomyia eleutherensis ingår i släktet Ophiomyia och familjen minerarflugor. Inga underarter finns listade i Catalogue of Life.